# گوریا

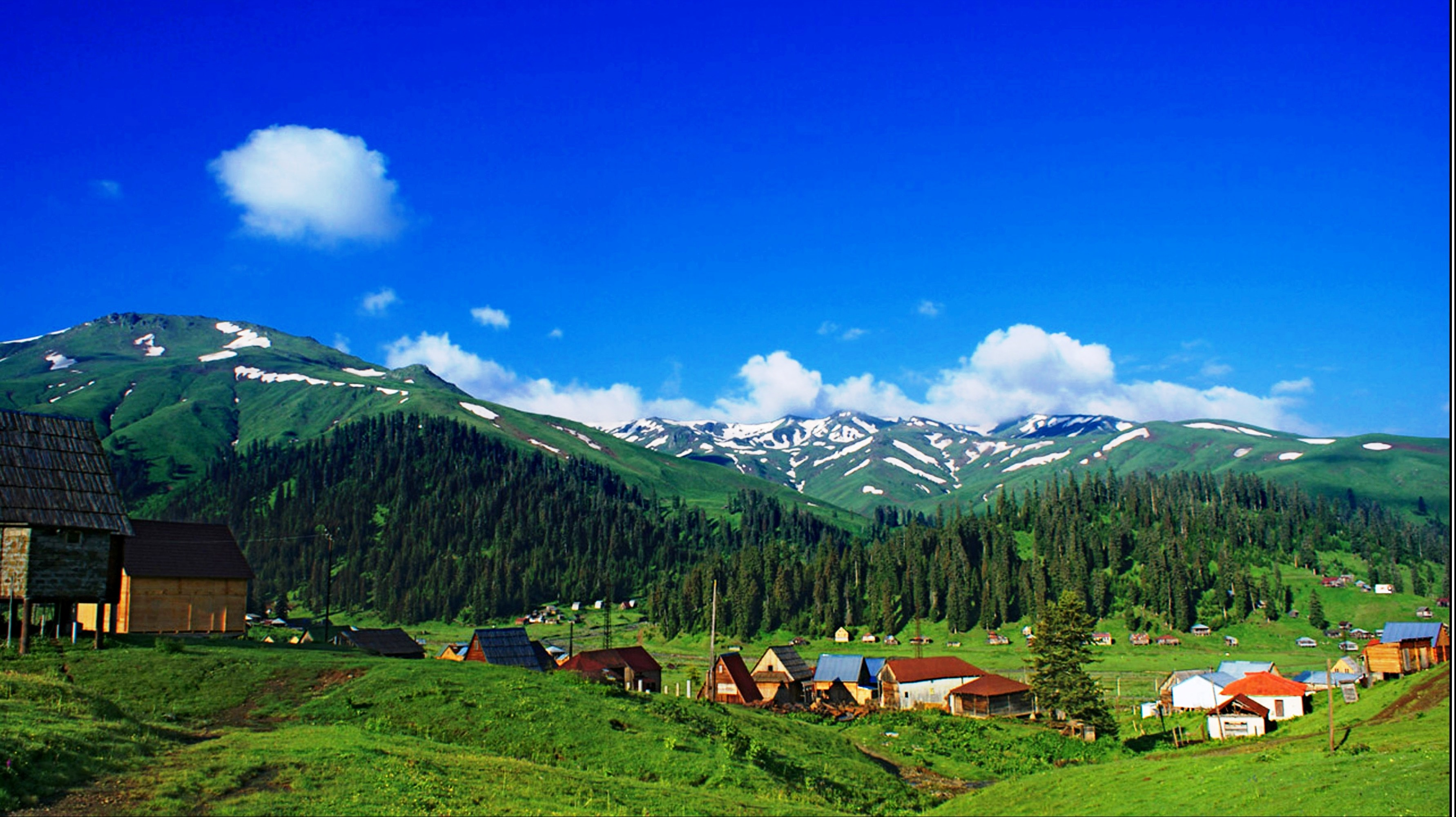
یک روستا در منطقه گوریا

گوریا (به گرجی: გურია) (تلفظ: Guria) یکی از استان‌های گرجستان است به مرکزیت ازورگتی و نیز از مناطق باستانی آن نیز به‌شمار می‌آید. گوریا در قسمت غربی گرجستان و در شرق دریای سیاه قرار دارد. جمعیت این استان در ابتدای سال ۲۰۱۵ میلادی، ۱۱۳٬۱۰۰ تَن برآورد شده‌است.

## جغرافیا
قلمرو گوریا شامل دامنه‌های شمالی رشته کوه مسختی و قسمت‌های مجاور حوضه‌های رودهای نبانبی و سوپسا است. مساحت گوریا ۲۰۳۲٫۶ کیلومتر مربع است که ۳٪ مساحت کل گرجستان را در بر می‌گیرد.
آب و هوای جنب مداری این منطقه تا اندازه‌ای مرطوب بوده و از سامگرلو گرم تر است. گوری یکی از متراکم‌ترین مناطق گرجستان است. روستاهای متعدد منطقه با قرار گرفتن در کنار یکدیگر و با مجموعه ساختمان‌های روستایی، باغ‌های میوه، چای، مرکبات و کشتزارهای چسبیده به یکدیگر، مجموعهٔ به هم پوسته را تشکیل می‌دهند.

## صنعت و اقتصاد
در شهر ازورگتی، کارخانه آسیای بتونیت قرار دارد. کائولن مادهٔ اولیه تولید سرامیک و خاک رس سفالگری در این شهر فراوان است که در کارخانه‌های سفال و سرامیک ازورگتی به کار برده می‌شود. فعالیت اقتصادی این منطقه اساساً کشاورزی است که محصولات عمدهٔ آن چای و محصولات کشاورزی حاره‌ای می‌باشد. فعالیت‌های صنعتی کوچک این منطقه که عمدتاً در اطراف شهر ازورگتی صورت می‌گیرد در حال ترقی است. ضمن اینکه رونق فعالیت‌های مربوط به احداث خط لولهٔ باکو–سوپسا در این منطقه احتمال رونق اینگونه فعالیت‌ها را افزون نموده‌است.